# Clara Morena
Clara Morena é uma coletânea da cantora brasileira de samba e MPB Clara Nunes, lançada postumamente em 1983 pela EMI-Odeon.

## Antecedentes
Em 2 de abril de 1983, Clara Nunes – à época uma das maiores estrelas da música brasileira – veio a óbito após permanecer por 28 dias em estado de coma. Em 5 de março daquele mesmo ano, a cantora foi acometida por morte cerebral após sofrer uma anafilaxia durante a realização de uma cirurgia para retirada de varizes nas pernas. A morte da cantora causou comoção popular. Cerca de 500.000 pessoas passaram pela quadra da Portela, onde o corpo de Clara estava sendo velado, para se despedir da cantora. Além disso, a imprensa jogou luz sobre o trabalho dos médicos e o relacionamento da cantora com seu marido, o compositor Paulo César Pinheiro, o que fez com que a cantora ficasse em evidência na opinião pública antes e após sua morte. Pouco tempo depois, a EMI-Odeon, gravadora de Clara Nunes, decidiu lançar uma coletânea em homenagem a uma de suas artistas mais bem sucedidas com faixas dos álbuns As Forças da Natureza (1977), Guerreira (1978), Esperança (1979), Brasil Mestiço (1980), Clara (1981) e Nação (1982).

## Lista de faixas
| N.º | Título                              | Compositor(es)                     | Duração |  |
| 1.  | "Portela na Avenida"                | Mauro Duarte, Paulo César Pinheiro |         |  |
| 2.  | "Feira de Mangaio"                  | Sivuca, Glória Gadelha             |         |  |
| 3.  | "Juízo Final"                       | Nelson Cavaquinho, Élcio Soares    |         |  |
| 4.  | "Na Linha do Mar"                   | Paulinho da Viola                  |         |  |
| 5.  | "Sem Companhia"                     | Ivor Lancellotti, Pinheiro         |         |  |
| 6.  | "As Forças da Natureza"             | João Nogueira, Pinheiro            |         |  |
| 7.  | "Serrinha"                          | Duarte, Pinheiro                   |         |  |
| 8.  | "Guerreira"                         | Nogueira, Pinheiro                 |         |  |
| 9.  | "Morena de Angola"                  | Chico Buarque                      |         |  |
| 10. | "Viola de Penedo"                   | Luiz Bandeira                      |         |  |
| 11. | "Jardim da Solidão"                 | Monarco                            |         |  |
| 12. | "Como é Grande e Bonita a Natureza" | Sivuca, Gadelha                    |         |  |